# François Jean Baptiste Quesnel
François Jean Baptiste Quesnel du Torpt (Saint-Germain-en-Laye, 18 gennaio 1765 – Avranches, 9 aprile 1819) è stato un generale francese. Fu attivo durante le guerre rivoluzionarie francesi e durante le guerre napoleoniche. Ritiratosi dall'esercito nel 1815, morì annegato nella Senna in circostanze misteriose nel 1819.

## Biografia

### Dai primi anni alla Rivoluzione
Quesnel nacque il 18 gennaio 1765 a Saint-Germain-en-Laye, oggi parte del dipartimento di Yvelines, vicino a Parigi. Si arruolò nel 25° reggimento di fanteria dell'esercito reale francese il 18 luglio 1782. Fu promosso caporale il 18 settembre 1783, sergente il 10 ottobre 1784 e maniscalco il 7 luglio 1786. Dopo lo scoppio della Rivoluzione francese, il 12 settembre 1789 fu promosso sergente maggiore e il 15 settembre 1791 sottotenente. Con una rapidità vertiginosa, scalò le gerarchie dell'esercito, divenendo tenente dei granatieri il 19 aprile 1792 e capitano il 1° maggio dello stesso anno; maggiore il 15 maggio 1793 e ad aiutante generale capo di brigata il 30 settembre 1793. Divenne generale di brigata verso la fine del 1793.
Durante questo periodo Quesnel prestò servizio nell'esercito del Nord e nell'esercito dei Pirenei orientali. Rimarchevole su il suo comportamento durante la battaglia di Boulou del 30 aprile 1794: Dugommier attaccò e piegò il centro-destra spagnolo ed il giorno seguente Quesnel fu incaricato di ostacolarne la ritirata. Lui e i suoi uomini riuscirono a tendere un'imboscata agli spagnoli nei pressi di Le Perthus, prendendo la loro artiglieria, la loro carovana e causando numerose perdite.

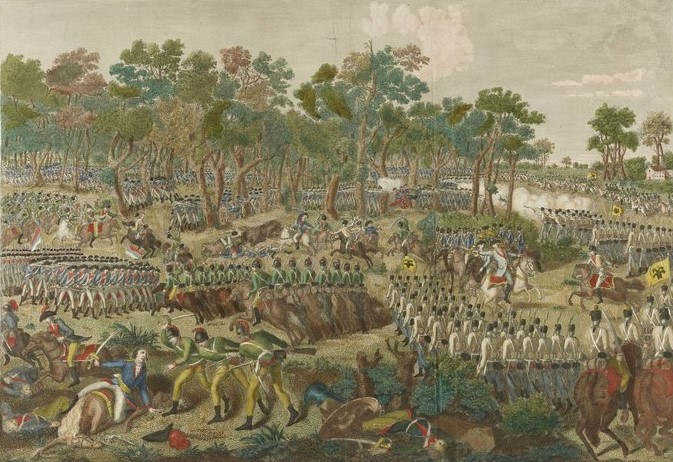
La battaglia di Magnano

Quando la guerra dei Pirenei finì nel 1795, Quesnel fu trasferito nell'esercito delle coste di Cherbourg. Il suo comandante lo assegnò al dipartimento della Manica. Dopo il colpo di Stato del 18 fruttidoro del 4 settembre 1797,  Quesnel fu denunciato da un commissario locale per aver avuto dei legami con personalità dell'ambiente realista e controrivoluzionario, specialmente perché egli aveva frequentato e sposato una nobildonna. Il ministro della Guerra confermò che il suo comportamento in Vandea era stato esemplare, cosa poi confermata dai generali Augereau e Lemoine anche in riferimento al suo periodo passato sul fronte spagnolo. L'unica misura presa contro di lui fu un trasferimento nella 13ª divisione militare.
Quesnel fu assegnato al servizio attivo nell'esercito d'Italia il 6 febbraio 1799.  All'inizio della guerra della Seconda coalizione, Quesnel guidò una brigata nella divisione di Paul Grenier. Combatté nelle battaglie di Verona, di Magnano e di Cassano. A Bassignana fu colpito all'avambraccio sinistro. Qualche mese più tardi, nella battaglia di Novi, Quesnel guidò una brigata nella divisione di Laboissière. La dolorosa ferita al braccio lo costrinse infine a prendersi un periodo di aspettativa dall'esercito. A partire dal 1° giugno 1801, Quesnel ricoprì un incarico militare nella Repubblica Cisalpina. Due anni dopo assunse il comando delle truppe presso Faenza.

### La guerra in Spagna
L'11 dicembre 1803 Quesnel divenne membro della Legion d'Onore e il 14 giugno 1804 Napoleone lo nominò comandante (corrispondente all'attuale titolo di commendatore) della Legione. Fu promosso generale di divisione nel febbraio 1805. Comandò l'Armata del Nord dal 23 novembre 1805 fino al suo scioglimento, avvenuto il 1º febbraio 1806. Nel giugno assunse il comando della 9ª divisione militare.

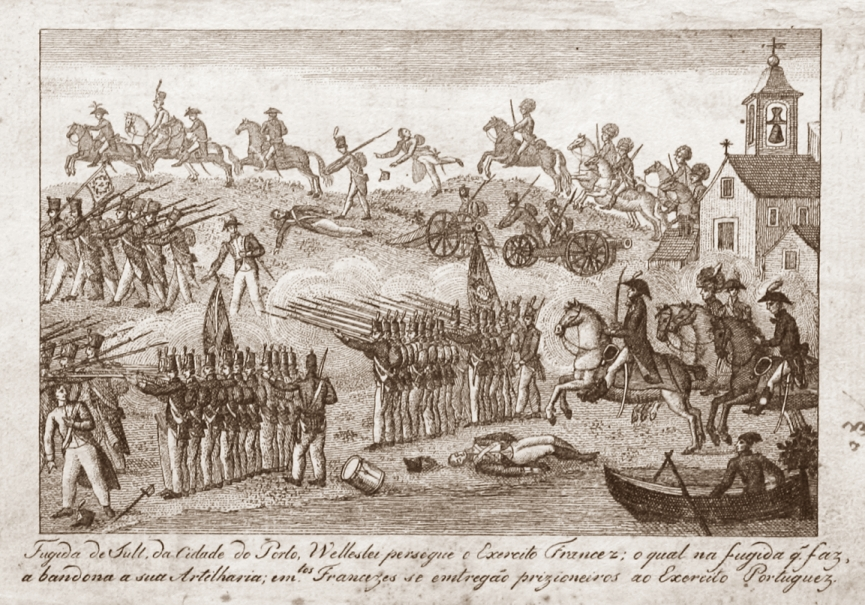
Seconda battaglia di Porto il 12 maggio 1809

Quesnel si unì all'esercito di Jean-Andoche Junot per l'invasione del Portogallo del 1807. Fu nominato governatore di Porto e della provincia di Entre-Douro-e-Minho, con autorità sulle truppe spagnole che occupavano la regione. Il 6 giugno 1808 la notizia della rivolta del Dos de Mayo giunse a Porto e il generale spagnolo Belesta catturò Quesnel, il suo stato maggiore e i 30 dragoni della sua scorta, come prigionieri. Dopo aver esortato i portoghesi a ribellarsi ai francesi, Belesta tornò immediatamente in Spagna con i suoi 6000 soldati e i suoi prigionieri. Quesnel fu consegnato agli inglesi a La Coruña, ma fu liberato quando i soldati francesi catturarono la città il 16 gennaio 1809.
Dopo essere stato liberato, Quesnel accompagnò il maresciallo Soult nella seconda invasione del Portogallo, durante il 1809. Durante la seconda battaglia di Porto, i britannici riuscirono a sfuggire ai napoleonici e, sebbene il grosso della colpa fu da addossare a Soult, Quesnel, in quanto nominato per la seconda volta governatore di Porto, non fu esente da una parte delle responsabilità. A seguito della ritirata delle forze di Soult dal Portogallo, una parte delle forze del II corpo fu assegnata a Quesnel con l'ordine di recarsi ad Astorga: durante il percorso si imbatterono in una zona con un'alta concentrazione di guerriglieri nei pressi di Doncos. Nonostante i continui attacchi, riuscirono a superare l'ostacolo.
L'11 luglio 1809 Quesnel fu inviato a Nimega e il 7 febbraio 1810 gli fu assegnato il comando di alcune brigate di cavalleria leggera. Il 3 maggio 1810 assunse il comando dell'11ª divisione militare. Il 10 aprile 1811, i guerriglieri spagnoli al comando di Sala prese il castello di Sant Ferran, gettando nel caos la posizione francese in Catalogna. In qualità di comandante responsabile del distretto di frontiera dei Pirenei, Quesnel radunò rapidamente tre battaglioni di fanteria di linea e i battaglioni della Guardia nazionale del Gers e dell'Alta Garonna e marciò verso la Spagna. Si unì ai 1500 uomini di Peyri e ad altri 2000 sotto il comando di d'Hilliers, dando a quest'ultimo una forza di 7000 uomini. Con questa forza, più grandi rinforzi al comando di Plauzonne, i francesi iniziarono l'assedio di Figueras. Gli assedianti respinsero un tentativo di soccorso spagnolo il 3 maggio, ma l'operazione impegnò il VII Corpo per l'intera estate. Quando la guarnigione spagnola affamata capitolò il 19 agosto 1811, 4000 soldati francesi erano morti, molti a causa di varie malattie.

### La fine dell'Impero

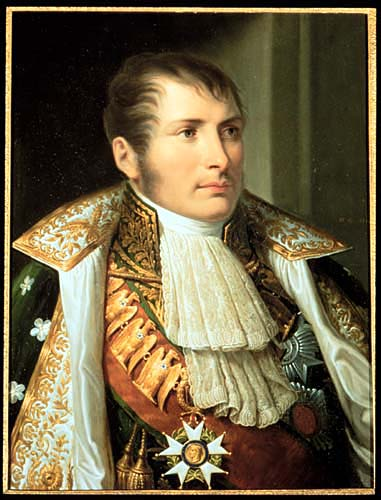
Eugenio di Beauharnais

Con l'ingresso in guerra dell'Austria al fianco della coalizione, un nuovo fronte di guerra si aprì in Italia. I napoleonici, sotto il comando di Eugenio di Beauharnais, si prepararono a difendere la penisola dagli austriaci. Quesnel raggiunse l'Italia e fu posto a capo di una delle divisioni sotto il comando del generale Verdier. Il 6 settembre, sotto il comando del generale Grenier, partecipò alla battaglia di Feistritz, dove i franco-italiani ottennero un'ottima vittoria sulle truppe austriache del generale Vécsey. Un mese più tardi, tutto il corpo d'armata della Carinzia iniziò a ritirarsi verso l'Italia. Nella loro marcia verso il Brenta e verso l'Adige, gli uomini di Grenier si imbatterono nella divisione in una colonna austriaca guidata dal generale Eckhardt a Bassano del Grappa. Il 31 ottobre, sotto ordine di Eugenio, la attaccarono, mandandola in rotta e liberando il passaggio verso Verona. Giunti finalmente sulle sponde dell'Adige, gli uomini di Quesnel furono nuovamente coinvolti in uno scontro contro gli austriaci: gli uomini di Eugenio attaccarono gli austriaci a Caldiero, ottenendo una buona vittoria. Quattro giorni dopo, sebbene la sua divisione fosse disponibile, Quesnel rimase a Verona mentre gli austriaci attaccavano San Martino e San Michele.

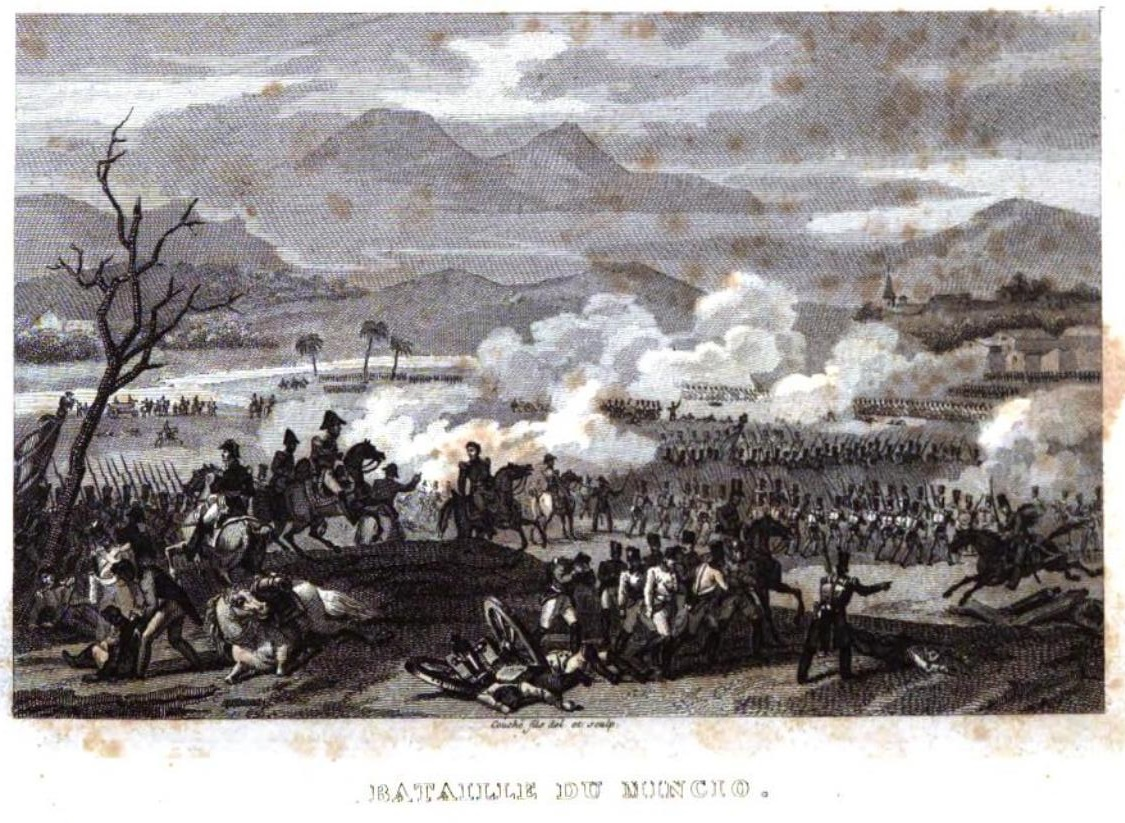
Battaglia del Mincio

L'8 febbraio, dopo che l'esercito franco-italiano aveva lasciato l'Adige in favore del Mincio, le truppe del comandante Bellegarde, subentrato a von Hiller, e quelle di Eugenio si scontrarono: Quesnel, sotto personale comando di Eugenio, combatté sulla sponda orientale del fiume, attaccando con le sue forze gli uomini di Merville tra Pozzolo e Valeggio. Nonostante un vantaggio perdurato quasi tutta la giornata, gli uomini di Eugenio non riuscirono a convertire lo scontro in una vittoria e il combattimento si concluse con un nulla di fatto. Dopo l'abdicazione di Napoleone, Quesnel si riconciliò con i Borboni e il re Luigi XVIII di Francia gli conferì l'Ordine di San Luigi e il titolo di Grand'Ufficiale della Legion d'Onore. Tuttavia, Quesnel si schierò con Napoleone durante il suo breve ritorno al potere e venne assegnato all'Armata delle Alpi del maresciallo Suchet. Assunse il comando di una divisione di cavalleria composta da un'unica brigata. L'unica azione della campagna in cui viene menzionata la sua brigata di cavalleria fu quella di Albertville il 28 giugno 1815, una piccola vittoria francese.

### La morte
Il 4 settembre 1815 Quesnel si ritirò dall'esercito. Nell'aprile del 1819 scomparve improvvisamente e il suo cadavere fu trovato galleggiante nella Senna a Parigi. Sul suo corpo furono trovati l'orologio e un gioiello di valore, escludendo l'ipotesi di una rapina. Una fonte ha affermato che la sua morte non poteva essere un suicidio perché era tenuto in grande considerazione negli ambienti militari e quella mattina non aveva dato alcun segno che potesse far sospettare un suicidio. Si ipotizza che alcuni individui lo abbiano gettato dal Pont des Arts per motivi politici.
QUESNEL è uno dei nomi incisi sotto l'Arco di Trionfo sul pannello occidentale.